# チャーンドーギヤ・ウパニシャッド
チャーンドーギヤ・ウパニシャッド（梵: छान्दोग्योपनिषत् chāndogya-upaniṣad）とは、ウパニシャッドの1つ。サーマ・ヴェーダに付属し、古ウパニシャッドの中では初期の「古散文ウパニシャッド」に分類され、『ブリハッド・アーラニヤカ・ウパニシャッド』と並び、最初期・最古層のウパニシャッドとされる。

## 内容
引用文は断りなければ岩本裕訳。

### 第1編 (全13章)
ウドギータ（『サーマ・ヴェーダ』の歌詠）の意義。

### 第2編 (全24章)
ウドギータの意義の続き。

### 第3編 (全19章)
蜜の知識 (3.1-3.11)
太陽は神の蜜である。群神は甘露によって生命を保つ。
シャーンディリヤの教え (3.14)
```
「ブラフマンは実にこの一切である。（中略）それは心臓の内にあるわがアートマンである。それはブラフマンである。」 (3.14.1-4)  
```

### 第4編 (全17章)
サトヤカーマとウパコサーラの物語 (4.4-4.15)
4.4-4.9がサトヤカーマ、4.10-4.15がウパコサーラの物語。類似の話が意図的に反復されている。
ブラフマンを認識することによる至福。

### 第5編 (全24章)
プラヴァーハナ王の五火二道説 (5.3-5.10)
神の道と祖霊の道の輪廻。
```
「この世において勝れた行状の人々は、勝れた胎に、すなわちバラモンの胎に、あるいはクシャトリヤの胎に、あるいはヴァイシヤの胎に入ると、期待される。」 (5.10.7)
```

アシュヴァパティ王の五火説 (5.11-5.24)
アグニホートラ祭の五回の祭火への食物の献供。

### 第6編 (全16章)
ウッダーラカ・アールニの教え。2つの部分からなる。
その1。「有」 (6.1-6.7)
世界の本質は唯一の実態「有」である。
```
「これ（宇宙）は太初において有（sat）のみであった。それこそ唯一の存在で、第二のものはなかった。」 (6.2.1)
```

その2。おまえはそれである (6.8-6.16)
```
「この一切（全宇宙）は、それを本性とするものである。それは真実である。それはアートマンである。それは汝である」 (6.8.7)   
```

### 第7編 (全26章)
サナト・クマーラの教え 
```
「アートマンは下方にあり、アートマンは上方にあり、アートマンは後方にあり、アートマンは前方にあり、アートマンは右側にあり、アートマンは左側にある。アートマンこそ一切である。」 (7.25.2)
```

### 第8編 (全15章)
プラジャー＝パティのインドラ神への教え (8.7-8.15)
マガヴァン（インドラ神）は実に101年の間、プラジャー＝パティの許で、ブラフマンに関する修行をした。
```
「虚空とは実に名称と形とを実現させる。その中間にあるもの、それがブラフマンである。それは不死であり、それはアートマンである。」 (8.14.1)
```

## 日本語訳

### 全訳
- 湯田豊『ウパニシャッド　翻訳および解説』大東出版社、2000年。ISBN 4-500-00656-7。
- 岩本裕『原典訳 ウパニシャッド』筑摩書房〈ちくま学芸文庫〉、2013年。ISBN 4-480-09519-5。
  - 岩本裕『ウパニシャッド』筑摩書房〈世界文学古典全集3〉、1967年。

### 抄訳
- 服部正明『ウパニシャッド』中央公論社〈世界の名著1, 中公バックス〉、1979年。ISBN 412400611X。
  - 服部正明『ウパニシャッド』中央公論社〈世界の名著1〉、1969年。
- 佐保田鶴治『ウパニシャッド』平河出版社、1979年。ISBN 4892030260。
- 日野紹運、奥村文子『ウパニシャッド』日本ヴェーダンタ協会、2009年。ISBN 4931148409。